# Прошкин, Виктор Николаевич
Ви́ктор Никола́евич Про́шкин (28 января 1906, Харьков, Российская империя — 11 апреля 1983, Ленинград, СССР) — российский советский живописец, график, педагог, член Ленинградского Союза художников, представитель ленинградской школы пейзажной живописи.

## Биография

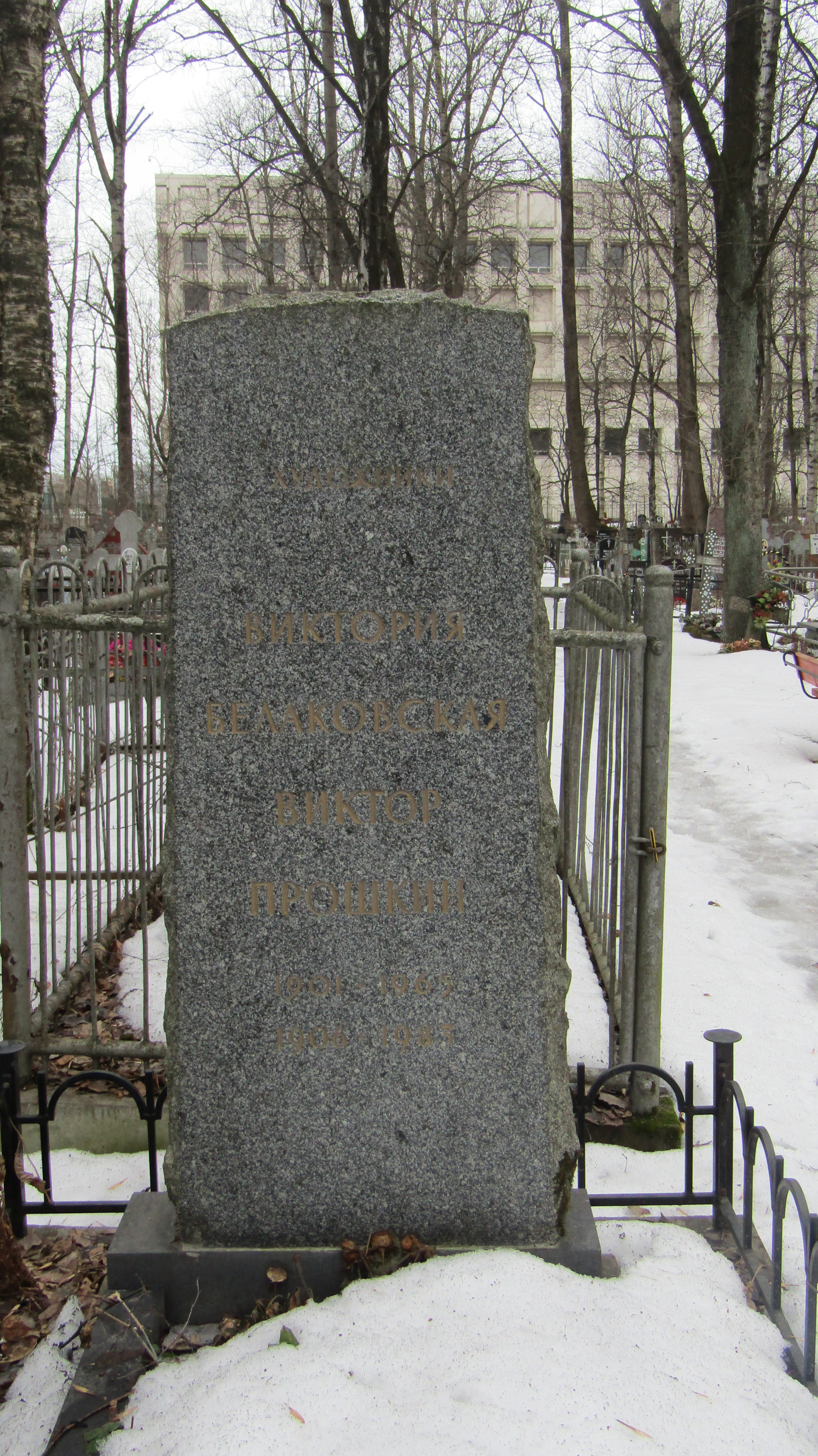
Могила Белаковской В.М. и Прошкина В.Н. Серафимовское кладбище, Санкт-Петербург.

Родился 28 января 1906 года в Харькове в купеческой семье, происходившей из города Обоянь Курской губернии. Посещал частную художественную школу Н. Сторожевского. После окончания реального училища в 1924 году вместе с младшим братом Анатолием приезжает в Ленинград и поступает во ВХУТЕМАС на живописный факультет. Занимался у К. Петрова-Водкина, Г. Бобровского, А. Савинова, А. Карева. Окончил институт в 1930 году с присвоением звания художника живописи.
С 1930 года участвовал в выставках. Писал портреты, жанровые композиции, пейзажи. Член Ленинградского Союза художников с 1932 года. Среди созданных Виктором Прошкиным произведений картины «Автопортрет в зелёной шляпе» (1928), «У знамени» (1931), «Зимний день у Биржевого моста», «Разгрузка в порту», «Баркас» (все 1934), «Волейбол», «Портрет сына» (1935), «Малая Нева», «Парашютисты» (1936), «Девушка из аэроклуба» (1937), «Портрет художницы М. Шрайбер» (1938), «Атака торпедных катеров на Балтике», «Партизанская засада», «Портрет лётчика» (все 1942), «Ладога. Дорога жизни» (1945), «Портрет знатного литейщика завода „Красный Выборжец“ М. Лягина» (1950), «Невский проспект» (1951), «Васильки» (1954), «Мойка», «Краны на набережной» (обе 1956), «Набережная Лейтенанта Шмидта», «Набережная Макарова», «Площадь Чернышевского» (все 1957), «Портрет Е. Александровой, маляра Адмиралтейского завода» (1959), «Осень. Фонтанка» (1961), «Портрет мальчика» (1962), «Фонтанка зимой», «В Старой Ладоге» (обе 1964), «Автопортрет» (1966), «Жёлтые цветы» (1968), "Б. Степанов, рабочий завода «Электропульт» (1975), «Портрет девочки» (1976), «Юноша в кепке», «Портрет Антона» (обе 1977), «Жёлтые цветы» (1978), «Портрет Антона», «Портрет Тани» (обе 1979), «Портрет Насти Фоминой» (1980) и др.
С 1948 года преподавал в Ленинградском Высшем художественно-промышленном училище имени В. И. Мухиной, с 1957 года заведовал кафедрой общей живописи, профессор (с 1967 года).
Был женат на художнице Белаковской В.М. (1901—1965). Отец художника В. В. Прошкина (1931—2021). Брат художника А. Н. Прошкина (1907—1986). Дядя режиссера А. А. Прошкина (род. 1940).
Скончался 11 апреля 1983 года в Ленинграде на 78-м году жизни. Похоронен на Серафимовском кладбище Санкт-Петербурга. 
Произведения В. Н. Прошкина находятся в Государственном Русском музее, в музеях и частных собраниях в России, Великобритании, Италии, США, Франции и других странах.

## Выставки
- 1951 год (Ленинград): Выставка произведений ленинградских художников.
- 1956 год (Ленинград): Осенняя выставка произведений ленинградских художников.
- 1957 год (Ленинград): 1917 - 1957. Выставка произведений ленинградских художников.
- 1960 год (Ленинград): Выставка произведений ленинградских художников.
- 1961 год (Ленинград): «Выставка произведений ленинградских художников».
- 1964 год (Ленинград): Ленинград. Зональная выставка.
- 1975 год (Ленинград): Наш современник. Зональная выставка произведений ленинградских художников.
- 1976 год (Москва): Изобразительное искусство Ленинграда.
- 1978 год (Ленинград): Осенняя выставка произведений ленинградских художников.
- 1980 год (Ленинград): Зональная выставка произведений ленинградских художников.